# Royal Academy of Dramatic Art
Pour les articles homonymes, voir Rada.
La Royal Academy of Dramatic Art (RADA, en français : Académie royale d'art dramatique) est une école d'art dramatique britannique située à Londres. Fondée en 1904 par Herbert Beerbohm Tree, elle est la plus ancienne et l'une des plus prestigieuses écoles de théâtre du Royaume-Uni,.
La RADA est une école affiliée au Conservatoire for Dance and Drama. Ses diplômes d'enseignements supérieurs sont validés par le King's College de Londres et ses étudiants sont comptés aux côtés des étudiants des départements qui forment le King's Faculty of Arts & Humanities. En plus des formations longues, la RADA organise également des stages et des ateliers de plus courte durée, comme ceux délivrant le RADA Shakespeare Certificate.
L'école est située à Bloomsbury, dans Central London, près du Senate House de l'université de Londres. La RADA reçoit des fonds du Higher Education Funding Council for England (HEFCE), et les étudiants du premier cycle sont éligibles aux prêts étudiants du gouvernement. La RADA dispose également d'un important système de bourses, offrant une assistance financière à nombre de ses étudiants.

## Histoire

### Premières années

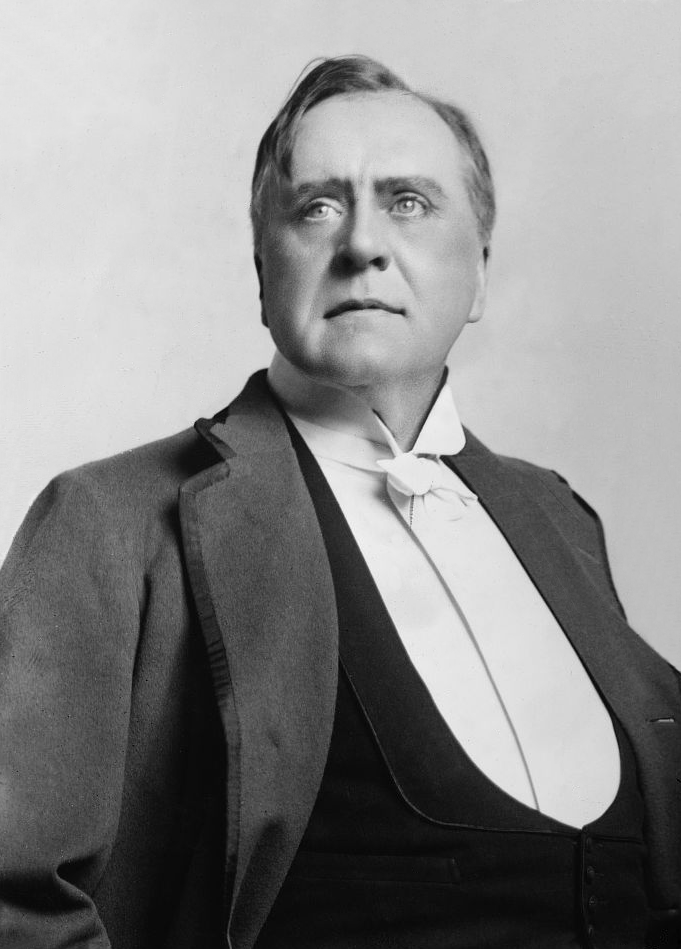
Herbert Beerbohm Tree, fondateur de l'Academy of Dramatic Art en 1904.

Le théâtre occidental a mis très longtemps à se structurer et à mettre en place un système d'éducation formel. La première initiative notable est l'établissement de l'École royale dramatique à Paris en 1786 et la plus ancienne école d'art dramatique dans le monde anglophone est l'American Academy of Dramatic Arts, fondée à New York en 1884, soit près d'un siècle plus tard.
Dans la seconde moitié du XIXe siècle en Angleterre, plusieurs tentatives de mettre en place une école d'art dramatique se soldent par des échecs, avant qu'une Academy of Dramatic Art soit fondée en 1904 par Herbert Beerbohm Tree. D'abord installée au His Majesty's Theatre dans Haymarket, à Londres, elle est déplacée l'année suivante au 62 Gower Street, où se trouve toujours le bâtiment principal de la RADA. Dans la foulée, Tree crée un conseil de gestion où il est rejoint par plusieurs grandes figures du théâtre londonien de l'époque, parmi lesquelles Irene Vanbrugh (dont le frère Kenneth Barnes (en) devient le premier principal de l'école en 1909) et George Bernard Shaw, qui offre en 1912 les droits de sa pièce Pygmalion à l'école et donne parfois des cours aux étudiants, dont un portant sur les bases de l'économie pour les acteurs.

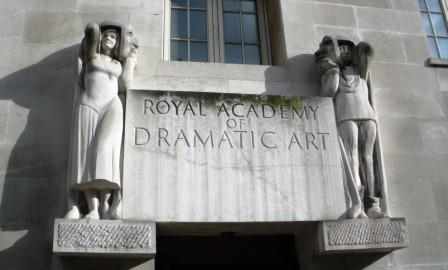
La sculpture de l'entrée après la reconstruction de 1927, par Alan Durst.

L'école reçoit sa charte royale en 1920, avant de s'agrandir l'année suivante avec un nouveau théâtre construit sur Malet Street, adjacent aux locaux de Gower Street, puis à la fin des années 1920 avec le remplacement des deux maisons georgiennes qui forment le site de Gower Street par un nouveau bâtiment unique, pour lequel George Bernard Shaw fait un don de 5 000 £. Le nouveau bâtiment, construit en 1927 et inauguré en 1931, a pour architecte Geoffrey Norman. L'entrée principale est surplombée de sculptures d'Alan Durst (en), représentant des personnifications de la Comédie et la Tragédie.
Durant la Seconde Guerre mondiale, le théâtre est détruit par un bombardement aérien en 1941 et les représentations publiques sont déplacées au City Literary Institute (en). Il est remplacé en 1954 par le Vanbrugh Theatre, nommé en mémoire d'Irene Vanbrugh.

### Deuxième moitié duXXesiècle

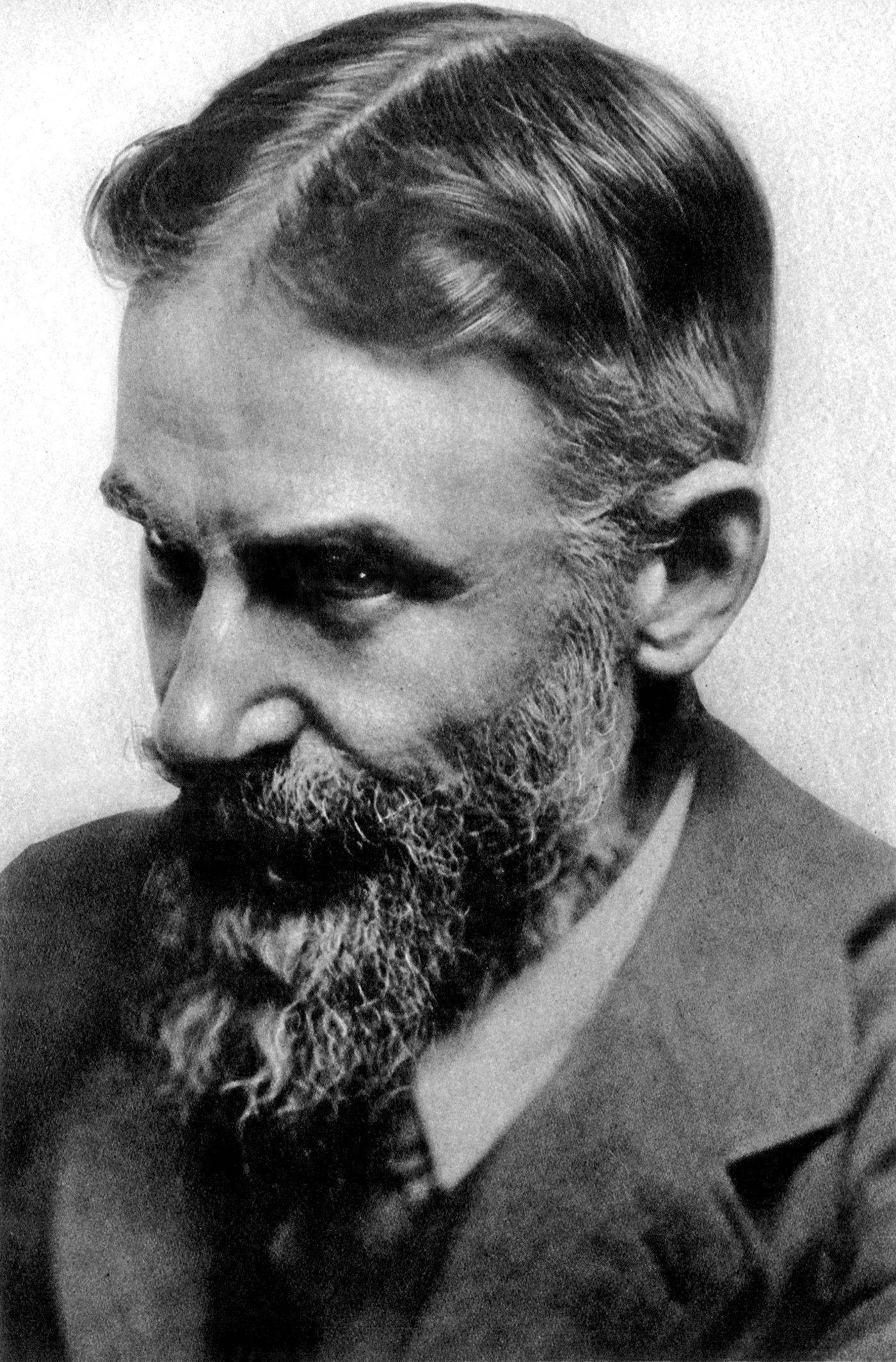
George Bernard Shaw

En 1950, Alfred Hitchcock, dont la fille Patricia est étudiante à la RADA depuis 1948, réalise le film Le Grand Alibi dont le personnage principal est une étudiante de la RADA et qui est en partie tourné à l'école.
La même année, George Bernard Shaw meurt et lègue un tiers des revenus de ses droits d'auteur à la RADA. Cela entraîne, dans les années 1960, un débat concernant la subvention annuelle que l'école reçoit du gouvernement depuis 1924 et Elle est supprimée en 1967.
En 1955, Kenneth Barnes, qui était principal depuis quarante-six ans, prend sa retraite. Son remplaçant, John Fernald, entreprend dans les années suivantes une réorganisation de l'école, qui prend moins d'étudiants, rendant de fait l'admission plus difficile. Dans le même temps, dans les années 1950 et 1960, le système de subventions anglais des local education authority (en) prend de l'ampleur et permet à une nouvelle vague de comédiens d'intégrer l'école. Parmi ceux-ci, on peut citer Albert Finney, Tom Courtenay, Glenda Jackson, John Hurt ou encore Anthony Hopkins. Fernald reste en poste jusqu'en 1967, date à laquelle il est remplacé par Hugh Crutwell qui reste à ce poste jusqu'en 1984. Parmi les étudiants de cette période, on peut citer Jonathan Pryce, Juliet Stevenson, Alan Rickman, Anton Lesser, Kenneth Branagh, Bruce Payne, Ralph Fiennes, Imelda Staunton, Mark Rylance, Robert Lindsay, Timothy Spall, Fiona Shaw et Tom Hiddleston. 
De nouvelles formations sont mises en place : à la mise en scène en 1962, et pour des spécialités techniques en 1970. Le cours d'art dramatique, lui, passe en 1986 de sept à neuf semestres. À partir de 1990, un partenariat avec le King's College de Londres permet la création d'un MA in Text and Performance Study. En 1993, l'école met en place ses premières formations pour les acteurs professionnels japonais à Tokyo, et, dans les années qui suivent, offre une série de formations spéciales pour les étudiants japonais et américains à Londres. Durant la même période, elle étend également son catalogue de formations courtes pour les acteurs britanniques.
À partir de 1977, les étudiants de dernière année font des représentations au théâtre Vanbrugh devant des agents et directeurs de casting réputés durant des soirées nommées « Tree evenings » en l'honneur du fondateur de l'école. En 1989, la princesse de Galles Diana Spencer devient présidente du conseil et John Gielgud, son prédécesseur à ce poste, devient le premier Honorary Fellow de la RADA.
Dans les années 1990, la RADA utilise son capital (y compris celui issu du legs de Shaw), ainsi que des financements de fondations et d'entreprises, pour s'agrandir. Elle achète d'abord le 18 Chenies Street en 1990, puis entreprend une restauration du siège de l'école. Cela inclut une reconstruction complète du Vanbrugh Theatre et des locaux de Malet Street, conçue par l'architecte londonien Bryan Avery (en) d'Avery Associates Architects. Le bâtiment rénové est inauguré en 2000 par Élisabeth II.

### XXIesiècle
En 2000, l'école crée RADA Enterprises Ltd, qui inclut RADA in Business, pour fournir des formations en communication et en team building dans un contexte d'entreprise. Les fonds récoltés sont réinjectés dans l'école pour le financement de la formation des étudiants.
L'école connaît des changements importants en 2001 : elle fait en effet partie avec la London Contemporary Dance School (en)) des fondateurs du Conservatoire for Dance and Drama (en) et ses formations commencent à être validées par le King's College de Londres. L'année suivante, les premiers étudiants commencent ainsi à voir leur diplôme de la RADA transformé en un BA in acting émis par l'Université de Londres. En 2007, l'école met en place un cours préparatoire d'art dramatique en un an. D'autres formations sont mises en place dans les années suivantes : MA in Text & Performance (en collaboration avec le Birkbeck College), MA Theatre Lab, Sound Design in Theatre.
Dans la première moitié des années 2000, des travaux visent à aménager de nouveaux espaces aux 20-22 Chenies Street. Elle ouvre également en 2011 sa première salle de cinéma, nommée The Screen @ RADA, dans le Jerwood Vanbrugh Theatre. En 2012, la RADA acquiert le bail du Drill Hall (en), au 16 Chenies Street, et le renomme RADA Studios (en).
Dans les années 2000 le poste de principal a été tenu par Oliver Neville et Nicholas Barter. Après le départ de Barter en 2007, cette fonction est supprimée et remplacée par celle de directeur, actuellement occupée par Edward Kemp. Stephen Waley-Cohen est le chairman du RADA Council, une position précédemment occupée par Richard Attenborough de 1972 à 2003.

## Campus

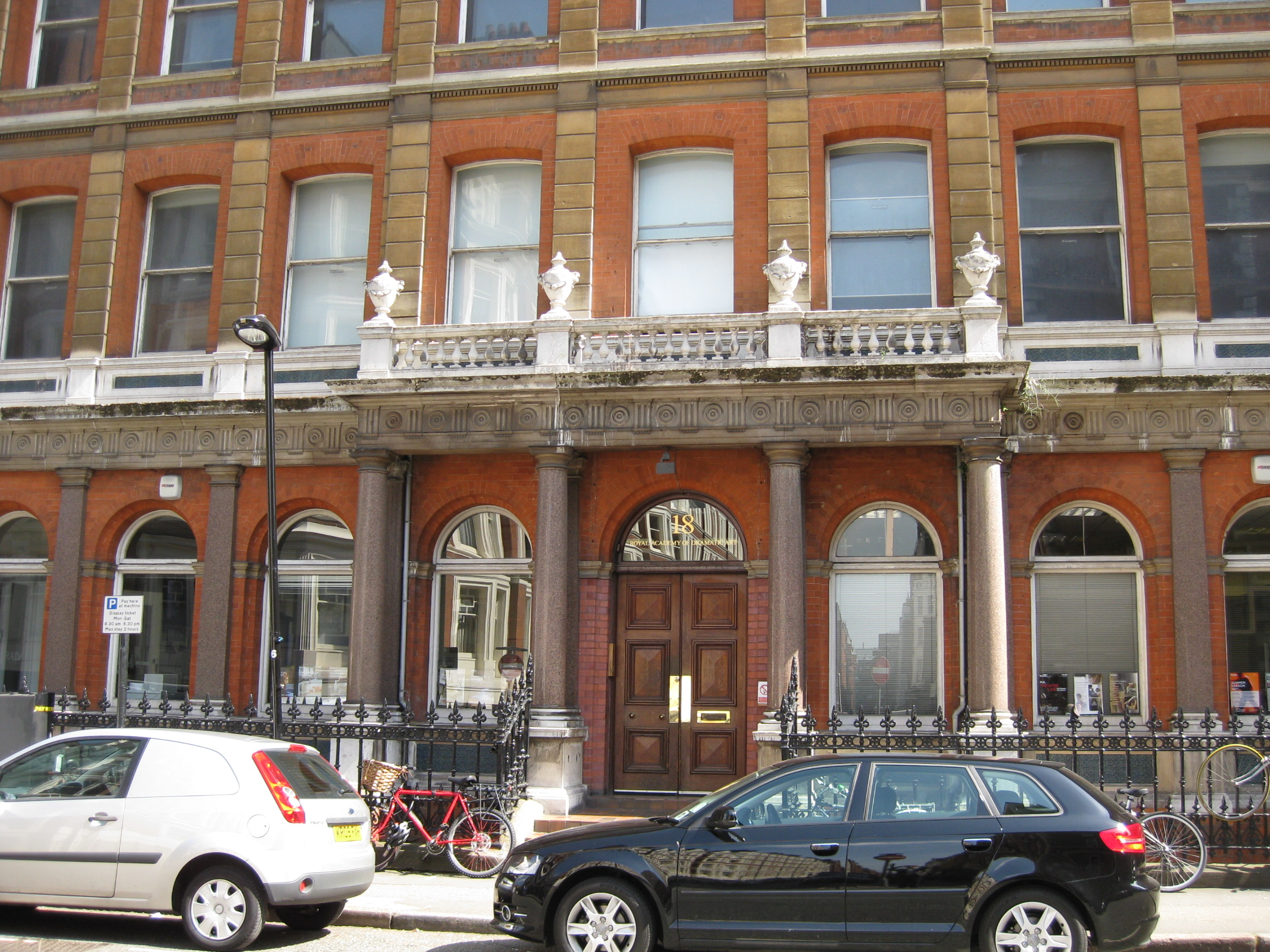
Le bâtiment RADA au 18 Chenies Street

La RADA est basée à Bloomsbury, dans Central London. Le bâtiment principal est situé sur Gower Street, avec une entrée secondaire sur Malet Street. Un autre bâtiment, nommé RADA Studios, est installé aux environs, sur Chenies Street. Deux stations du métro de Londres sont à distance de marche de ces bâtiments : Goodge Street et Euston Square.

### Théâtres
La RADA possède cinq théâtres et un cinéma. Dans le bâtiment de Malet Street, la plus grande salle de représentation est le Jerwood Vanbrugh Theatre, avec une capacité de 183 personnes. Le bâtiment compte également deux théâtres expérimentaux, le George Bernard Shaw Theatre (100 places) et le John Gielgud Theatre (70 places), ainsi qu'une salle de cinéma de 150 places. En janvier 2012, la RADA acquiert le bail d'un bâtiment proche, Drill Hall sur Chenies Street, et le renomme RADA Studios. Le Drill Hall est un bâtiment classé de Grade II avec une longue tradition de représentations artistiques, et est l'endroit où Vaslav Nijinski répétait avec les Ballets russes de Serge de Diaghilev en 1911. Il contient une salle de 200 places, le Studio Theatre et une de 50 places, le Club Theatre.
En avril 2016, l'autorisation a été donnée pour la restructuration des installations de Chenies Street, pour inclure le nouveau Richard Attenborough Theatre (nommé d'après le nom d'un ancien président de la RADA), d'une nouvelle bibliothèque, d'espaces d'archives et de bureaux, d'un réfectoire avec accès public et du premier logement étudiant sur site de la RADA.

### Bibliothèque
La bibliothèque de la RADA contient environ 30 000 documents. Cela inclut environ 10 000 pièces de théâtre, des biographies, des travaux de ou sur le costume, la critique, les beaux arts, le cinéma, la poésie, l'histoire sociale, la mise en scène, les aspects techniques du théâtre et l'histoire du théâtre, ainsi que des scénarios et des revues théâtrales. La collection est débutée dès 1904 avec des donations de comédiens et d'écrivains de l'époque comme Squire Bancroft (en), William Archer, Arthur Wing Pinero et George Bernard Shaw.

### Autres
La RADA possède également d'autres installations : des studios de théâtre, un atelier d'art scénique avec un cadre peint, des ateliers de costumes et une importante réserve de costumes, des studios de danse et de combat, des studios de design, des ateliers pour le travail du bois et du métal, des studios son, des salles de répétition, et enfin le RADA Foyer Bar, qui inclut un vrai bar avec licence, un café et une billetterie.

## Admissions

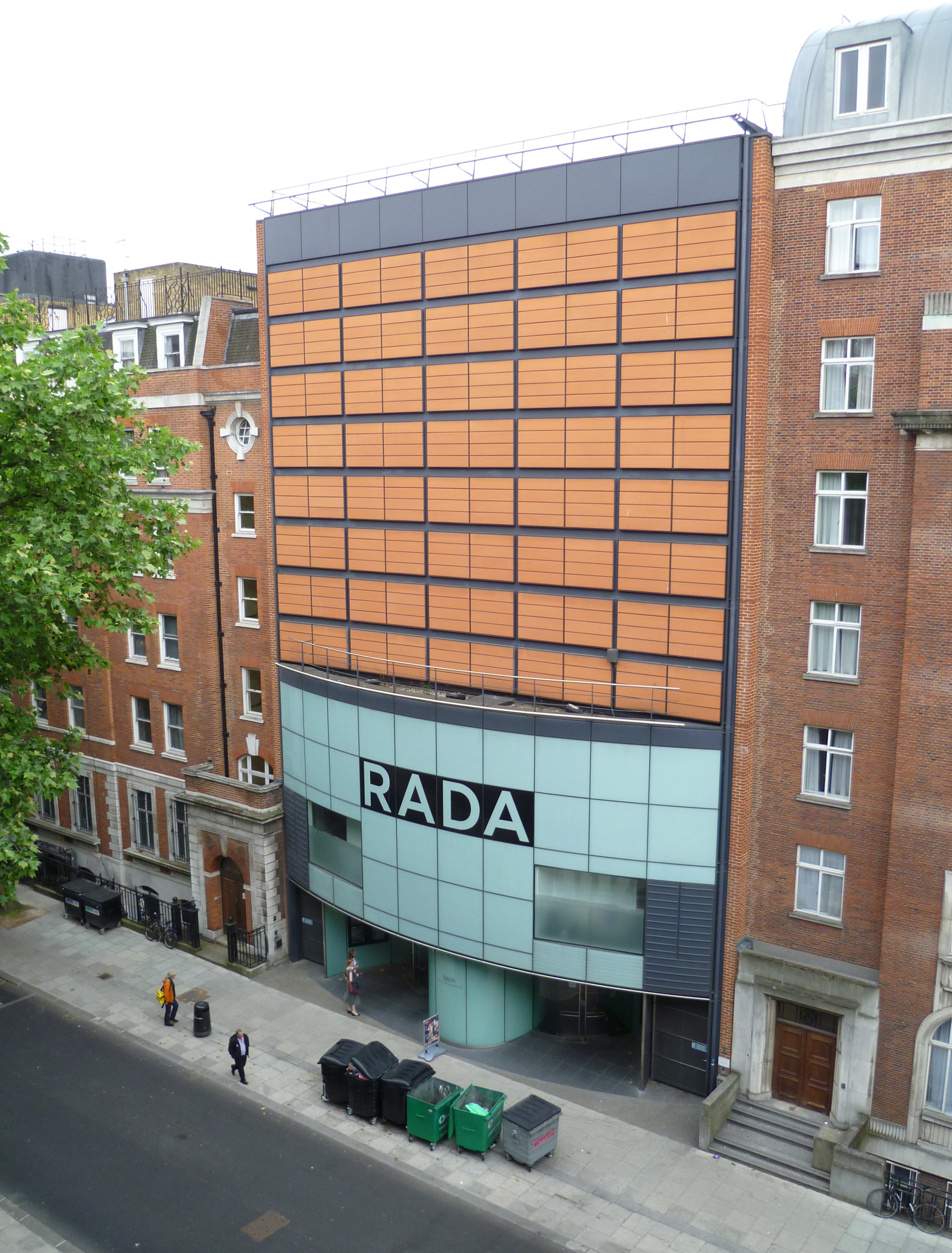
Le RADA Theatre sur Malet Street.

La RADA accepte jusqu'à 28 nouveaux étudiants chaque année dans son BA in Acting de trois ans, à parité entre étudiants masculins et féminins. L'admission est déterminée par un processus de quatre auditions successives. Les auditions ont lieu à Londres, mais aussi à New York, Dublin, Manchester et Leicester.
La RADA a également une formation initiale en deux ans sur les aspects techniques du théâtre intitulée Technical Theatre & Stage Management (TTSM) et qui peut être complétée par une année supplémentaire pour le niveau BA, qui fait l'objet d'une inscription séparée et permet des spécialisations dans tous les aspects de l'artisanat lié au théâtre. Cette formation accueille jusqu'à 36 étudiants par an. Il y a aussi une formation technique spécialisée dans la conception de costumes de théâtres (Theatre Costume Making) au niveau postgraduate.
La RADA a également une autre formation au niveau postgraduate : un MA Theatre Lab. Ces diplômes sont validés par le King's College de Londres. La RADA enseigne également un MA in Text and Performance conjointement avec le Birkbeck College de l'université de Londres. Les étudiants de cette formation sont inscrits à Birkbeck et reçoivent un diplôme délivré par l'université de Londres.
De plus, la RADA offre une série de formations courtes, ateliers de maîtres et stages d'été pour une variété d'âges et de niveau. Le programme éducatif de l'école inclut une Elders Company, Youth Company, ateliers scolaires et les RADA Shakespeare Awards.